# Hirekarapanahalli, Bangarapet
Hirekarapanahalli là một làng thuộc tehsil Bangarapet, huyện Kolar, bang Karnataka, Ấn Độ.